# Moengo
Moengo è un comune (ressort) del Suriname che nel 2004 contava 9.753 abitanti.
L'insediamento venne fondato all'inizio del Novecento in seguito alla scoperta di ricche miniere di bauxite ed era inizialmente accessibile solo per via fluviale. 
Nel 1922 la bauxite scavata a Moengo fu esportata per la prima volta a Trinidad e Tobago e da lì negli Stati Uniti, segnando così il progressivo sviluppo della cittadina. 
Dal 1932 al 1945 Moengo fu capoluogo del Distretto del Marowijne, in sostituzione della cittadina di Albina.
Nel 1955 venne costruito l'aeroporto e nel 1964 l'insediamento venne servito dalla strada sterrata forestaleEast-West Verbinding.
Con l'inizio della guerra civile tra l'esercito del Suriname e il Jungle Commando negli anni ottanta Moengo vide l'inizio del declino e con il successivo inizio dell'esaurimento delle miniere è cominciato lo smantellamento dell'industria mineraria della zona.